# 柳雨峰
柳雨峰（1915年—），曾用名刘桂衡，山东黄县人，中华人民共和国外交官。1938年，加入中国共产党。

## 生平
1936年，参加中华民族解放先锋队。1937年，参加山西青年抗敌决死队。后任太岳军区参谋、情报处处长。1949年，任华北第十八兵团六十二军一八五师参谋长，后任一八六师政治部主任。1950年，调入中央军委武官训练班学习，后任中央军委联络部一局二处处长。1953年，调入外交部工作，出任中华人民共和国驻加尔各答总领事。1957年，任外交部领事司副司长。1959年，任驻印度尼西亚大使馆参赞。1960年，回任外交部领事司副司长。1962年，升任外交部领事司司长。1964年6月，出任中华人民共和国驻布隆迪大使。1965年2月，因布隆迪单方面宣布断交而结束任期回国。1965年12月，获任命为中华人民共和国驻锡兰大使，但并未赴任。1969年，下放外交部湖南五七干校劳动。1970年被打倒。1980年3月，出任中华人民共和国驻加蓬大使兼驻圣多美和普林西比大使。1984年6月，自驻加蓬兼驻圣多美和普林西比大使离任。